# Will Storr
Will Storr brit író, újságíró és egykori fotós. Az Esquire és a GQ Australia közreműködő szerkesztője volt. Szellemíróként és nyilvános előadóként is dolgozik.

## Karrier
Storr hat könyvet írt a saját neve alatt.
Első könyve, a Will Storr versus The Supernatural a szellemekben hívő emberekről szólt. Tartalmazta a Most Haunted című brit televíziós műsor kulisszái mögötti leleplezést és egy interjút Gabriele Amorth-tal, a Vatikán fő ördögűzőjével. Storr felkutatta Janet Hodgsont is, aki állítása szerint az 1977-es Enfield Poltergeist kísértetjárás középpontjában állt.
A The Heretics: Adventures with the Enemies of Science (az Egyesült Államokban és Kanadában The Unpersuadables címmel jelent meg) című könyvében az irracionális hitet vizsgálta. Storr Ausztráliában találkozott kreacionistával, az éghajlatváltozást tagadó Lord Christopher Moncktonnal, és beépülve elutazott egy csoport holokauszttagadóval és a revizionista történésszel, David Irvinggel, aki egykori második világháborús helyszínekre utazott.
Storr Az éhség és Killian Lone üvöltése című regénye felnőtteknek szóló mese volt, amely egy Michelin-csillagos konyhában játszódik az 1980-as évek Londonjában.
A Selfie: How We Became So Self-obsessed and What It's Doing to Us a nyugati énünk története. A könyvben Storr a közösségi média térnyerését és annak hatásait tárgyalja, a káros hatások közül sokat az egyénekre nehezedő fokozott nyomásnak és az általa „maximalista gondolkodásmódnak” nevezett „perfekcionista stílusoknak” tulajdonít. 2018-ban a The New Yorker rövidfilmet készített a könyv alapján. 2018-ban a The New Yorker rövidfilmet készített a könyvből.
A The Science of Storytelling a The Sunday Times bestsellere volt.
A The Status Game Storr elméletét írja le a társadalmi élet rejtett struktúrájáról, a társadalmi státusz iránti igényre és annak az egyéni emberi életre és a társadalomra gyakorolt hatásaira összpontosítva.
Storr szellemíróként is dolgozik. Megírta Ant Middleton First Man In című memoárját, amely felkerült a 2019-es British Book Awards szűkített listájára.

## Újságírás
Tudósított a dél-szudáni polgárháborúról, illegális utcai versenyekről az Egyesült Királyságban, férfi öngyilkosságokról, az Úr Ellenállási Hadseregéről Ugandában, a cukortermelő munkások bántalmazásáról El Salvadorban és egy aborigin férfi fajgyűlölő meggyilkolásáról Ausztráliában. Olyan médiumoknak írt, mint a The Guardian, The Observer, The New York Times, The New Yorker, The Times és The Times.
Megkapta a One World Media díjat, az Amnesty International díját a férfiak elleni szexuális erőszakkal kapcsolatos munkájáért, és 2013-ban a legjobb oknyomozó dokumentumfilmnek járó AIB-díjat az An Unspeakable Act című BBC World Service dokumentumfilmért, amely a Kongói Demokratikus Köztársaságban elkövetett emberi jogi visszaélésekről szólt.
A dél-szudáni tudósítása során Storrt elrabolta egy milícia, és csak hajszál híján kerülte el a kivégzést.
Vendégként szerepelt többek között az Under The Skin with Russell Brand, The Jordan Harbinger Show, The Ezra Klein Show és a The Joe Rogan Experience podcastokban.

## Fényképezés
A heterodox keresztény lázadócsoport, az Úr Ellenállási Hadserege túlélőiről készített portréit az Oxo Towerben állították ki.

## Magánélet
Felesége Farrah Storr. Dédnagybátyja Samuel Smiles újságíró, kormányreformer és az Self-Help szerzője.

## Válogatott bibliográfia
- Will Storr vs. The Supernatural: One Man's Search for the Truth About Ghosts (2006) ISBN 0061132195
- The Heretics: Adventures With The Enemies Of Science (2013) ISBN 1447208978
- The Unpersuadables: Adventures with the Enemies of Science (2014) ISBN 1468308181
- The Hunger and the Howling of Killian Lone (2014) ISBN 1476730431
- Selfie: How We Became So Self-Obsessed and What It's Doing to Us (2017) ISBN 1468315897
- The Science of Storytelling (2019) ISBN 1419743031
- The Status Game: On Social Position and How We Use It (2021) ISBN 0008354634

## Fordítás
Ez a szócikk részben vagy egészben  a   Will Storr című angol Wikipédia-szócikk ezen változatának fordításán alapul.  Az eredeti cikk szerkesztőit annak laptörténete sorolja fel. Ez a jelzés csupán a megfogalmazás eredetét és a szerzői jogokat jelzi, nem szolgál a cikkben szereplő információk forrásmegjelöléseként.